# Ilyushin Il-38
El Ilyushin Il-38 (designación OTAN: May) es un avión de patrulla marítima y guerra antisubmarina diseñado en la Unión Soviética.

## Diseño y desarrollo

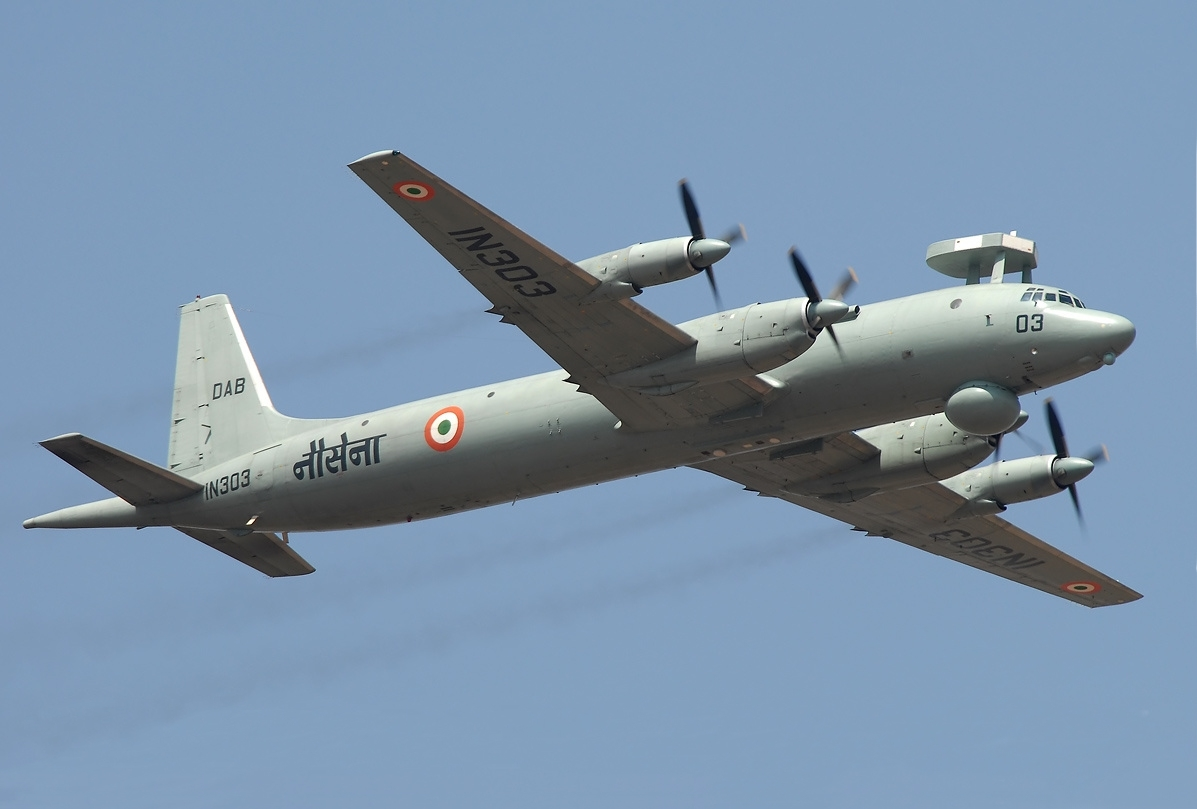
Ilyushin Il-38SD

Entre la década de los 60 y los 70 el avión comercial turbohélice Ilyushin Il-18 empezó a asumir cometidos militares con las variantes de avión de puesto de mando aerotransportado, ELINT y patrulla marítima. De todos ellos el más famoso es el avión ASW/patrulla marítima Il-38 May. 
Un prototipo de este avión se modificó a partir de un Il-18 que voló en 1967 y entró en producción el mismo año. Las Pruebas del prototipo IL-38 con radar Berkut se realizaron de junio a diciembre de 1965 en Feodosia, realizando 87 vuelos que duraron más de 287 horas. El avión fue oficialmente aceptado en 1969.
La producción fue limitada, cerrándose las líneas de montaje en 1972 tras completarse 176 ejemplares cuando se decidió dar prioridad a una versión de patrulla marítima y ASW del bombardero pesado Tu-95 designada Tu-142 . Los detalles sobre el avión son poco conocidos, pero se sabe que el fuselaje tiene una longitud de 4x13 y que las alas del Il-18 fueron ligeramente movidas adelante. La cola contiene un MAD y en la panza del fuselaje tiene el radar de búsqueda Berkut (águila dorada) (nombre en código de la OTAN Wet Eye). Asimismo la cabina de pasajeros ha sido sustituida por una bahía de armas la cual alberga sonoboyas y cargas de profundidad. Asimismo en los pilones alares podía transportar torpedos y misiles antibuque.
Actualmente 30 aeronaves siguen en servicio en Rusia y en 1975 5 ejemplares fueron entregados a la India.

## Operadores
India
- Marina India

 Rusia
- Aviación Naval Rusa

 Unión Soviética
- Aviación Naval Soviética

## Historial operacional
El Il-38 fue asignado a las unidades de la Aviación Naval Soviética del Báltico y el Pacífico. 
Los primeros aviones Il-38 fueron asignados al 33.º Centro para el Uso de Combate y el Reentrenamiento del Personal de Vuelo en Nikolaev. En 1968 el 24.º regimiento de aviación antisubmarina de largo alcance de la Flota del Norte fue la primera unidad operativa. Un año después, el 77.º regimiento antisubmarino de la Flota del Pacífico comenzó a funcionar. En 1972, el 145.º escuadrón antisubmarino se formó en la Flota del Báltico.
En marzo de 1968 un escuadrón de Il-38 fue enviado a una base aérea soviética en El Cairo donde fueron pintados con los colores de la Fuerza Aérea de Egipto, pero en realidad estaban siendo pilotados por pilotos rusos. Los Il-38 basados en El Cairo siguieron en servicio hasta 1972 cuando se retiraron a Rusia. Estos Il-38 sirvieron en Aden, Yemen del Sur, Asmara, Libia y Siria durante toda la Guerra Fría. Dos de estos aviones fueron destruidos por cazas eritreos en 1984. Al final de la Guerra Fría y tras la desintegración de la URSS, los Il-38 continúan en servicio en las unidades de la Aviación Naval Rusa del Ártico y el Pacífico.
Los Ilyushin Il-38 Sea Dragon sirvieron en la Armada de la India desde 1977. Su introducción supuso un salto a la era de la modernidad por sus capacidades de reconocimiento marítimo de largo alcance y lucha antisubmarina.

## Especificaciones

### Características generales
- Tripulación: 10
- Longitud: 39,6 m
- Envergadura: 37,42 m
- Altura: 10,16 m
- Superficie alar: 140 m²
- Peso vacío: 33 700 kg
- Peso máximo al despegue: 63 500 kg
- Planta motriz: 4× Turbohélice Progress AI-20M.
  - Potencia: 3170 kW 4250 HP cada uno.

### Rendimiento
- Velocidad máxima operativa (Vno): 650 km/h
- Alcance: 9500 km
- Techo de vuelo: 10 000 m
- Régimen de ascenso: 320 m/min

### Armamento
- Otros: 9000 kg de armamento, incluyendo carga de profundidad, minas, torpedos y bombas.

### Desarrollos relacionados
- Ilyushin Il-18

### Aeronaves similares
- Lockheed P-3 Orion